# Bosniska
Bosniska (bosanski, med kyrillisk skrift босански) är ett sydvästslaviskt språk talat av bosniaker huvudsakligen i Bosnien-Hercegovina där det är officiellt språk. Antalet talare uppskattas till 2,9 miljoner (2020) i det landet. Övriga länder, där bosniska talas som minoritetsspråk, (första- eller andraspråk), är Kroatien, Kosovo, Nordmakedonien, Montenegro och Serbien. Totalt antal bosniskspråkiga är cirka 3 miljoner (2020). Bosniska liknar i mycket hög grad serbiska och kroatiska, och åtminstone tidigare under ex-Jugoslaviens tid betraktades alla tre som varianter av ett och samma språk under det kontroversiella samlingsnamnet "serbokroatiska". Bosniska skrivs idag både med ett modifierat latinskt alfabet lokalt känt som gajevica och även kyrilliska, men det latinska alfabetet är mer dominerande. Båda alfabeten är dock officiella inom landet.

## Besläktade språk
Det bosniska skriftspråket bygger liksom serbiskan och kroatiskan på den sydslaviska štokaviska dialekten. I det kommunistiska Jugoslavien agerade man på politisk nivå för att minimera skillnaderna mellan de former av štokaviskan och närbesläktade dialekter som talades i Bosnien, Kroatien, Serbien och Montenegro. Efter Jugoslaviens sönderfall har man åter, inte minst av politiska skäl, framhävt olikheterna, vilka tidigare varit förbjudna i officiellt språkbruk. För utomstående kan bosniska, kroatiska och serbiska tyckas låta identiska. Förutom alfabetet skiljer sig emellertid bosniskan från kroatiska och serbiska i ordförråd, grammatik och prosodi (satsmelodi). Influensen av orientaliska ord är också anmärkningsvärt mycket större i det bosniska språket (cirka 12 000 ord).

## Alfabet

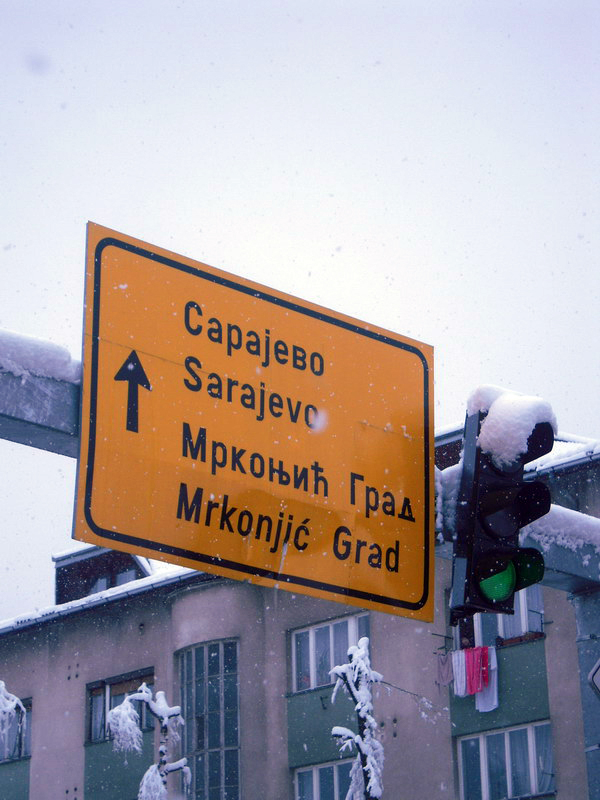
En vägskylt i Bosnien och Hercegovina på både det latinska och kyrilliska alfabetet.

Även under äldre medeltiden skrev man på både det latinska och kyrilliska alfabetet i Bosnien, dock är den äldre kyrilliska versionen av bosniska utdöd och den kyrilliska skriften som används idag är samma alfabet som i serbiskan. Den kyrilliska skriftvarianten som användes i området har flera namn men kallas vanligtvis för bosančica vilken var använt i en av regionens äldsta diplomatiska dokumentet Kulin Bans charter  . Skriften uppkom någon gång kring 1000-talet. Under den osmanska perioden använde muslimerna i Bosnien-Hercegovina en variant av det arabiska alfabetet, vilken kallas arebica. Den äldsta bevarade bosniska ordboken är skriven av Muhamed Hevaji Uskufi och är daterad till år 1631.
De moderna bosniska alfabeten:
| Latinska | Kyrilliska |
| -------- | ---------- |
| A a      | А а        |
| B b      | Б б        |
| V v      | В в        |
| G g      | Г г        |
| D d      | Д д        |
| Đ đ      | Ђ ђ        |
| E e      | Е е        |
| Ž ž      | Ж ж        |
| Z z      | З з        |
| I i      | И и        |
| J j      | Ј ј        |
| K k      | К к        |
| L l      | Л л        |
| Lj lj    | Љ љ        |
| M m      | М м        |

| Latinska | Kyrilliska |
| -------- | ---------- |
| N n      | Н н        |
| Nj nj    | Њ њ        |
| O o      | О о        |
| P p      | П п        |
| R r      | Р р        |
| S s      | С с        |
| T t      | Т т        |
| Ć ć      | Ћ ћ        |
| U u      | У у        |
| F f      | Ф ф        |
| H h      | Х х        |
| C c      | Ц ц        |
| Č č      | Ч ч        |
| Dž dž    | Џ џ        |
| Š š      | Ш ш        |

## Grammatik
Huvudartikel: Bosnisk grammatik